# Olimpiadi degli scacchi del 1984
Le Olimpiadi degli scacchi del 1984 si tennero a Salonicco, in Grecia, dal 18 novembre al 5 dicembre. Comprendevano un torneo open e uno femminile. In questa edizione furono assegnate per la prima volta le medaglie individuali per la miglior prestazione Elo. Contestualmente fu tenuto un congresso della FIDE.

## Partecipanti
Le seguenti nazioni parteciparono ad entrambi i tornei:
- Argentina
- Australia
- Austria
- Belgio
- Brasile
- Bulgaria
- Canada
- Cina
- Colombia
- Cuba
- Francia
- Danimarca
- Egitto
- Emirati Arabi Uniti
- Finlandia
- Galles
- Germania Ovest
- Giamaica
- Giappone
- Grecia
- Hong Kong
- India
- Indonesia
- Inghilterra
- Iraq
- Irlanda
- Islanda
- Isole Vergini Americane
- Italia
- Jugoslavia
- Malaysia
- Messico
- Norvegia
- Nuova Zelanda
- Paesi Bassi
- Polonia
- Portogallo
- Rep. Dominicana
- Romania
- Scozia
- Spagna
- Stati Uniti
- Svezia
- Svizzera
- Trinidad e Tobago
- Turchia
- Ungheria
- Unione Sovietica
- Zimbabwe

Al solo torneo open parteciparono inoltre:
- Albania
- Algeria
- Andorra
- Angola
- Bangladesh
- Bermuda
- Brunei
- Cecoslovacchia
- Cile
- Cipro
- Filippine
- Giordania
- Guernsey-Jersey[2]
- Honduras
- Kenya
- Fær Øer
- Isole Vergini Britanniche
- Israele
- Libano
- Libia
- Lussemburgo
- Mali
- Marocco
- Malta
- Monaco
- Nigeria
- Pakistan
- Palestina
- Paraguay
- Papua Nuova Guinea
- Porto Rico
- San Marino
- Singapore
- Sri Lanka
- Suriname
- Thailandia
- Tunisia
- Uganda

Partecipò al solo torneo femminile:
- Guatemala

## Torneo open
Il torneo open vide la partecipazione di 88 squadre, comprese due greche, formate da sei giocatori (quattro titolari e una riserva) per un totale di 521 giocatori, di cui una donna. La competizione fu svolta con il sistema svizzero, di 14 turni.
Ancora una volta il torneo fu vinto facilmente dall'Unione Sovietica, nonostante l'assenza di Karpov e Kasparov (impegnati nella sfida per il campionato del mondo), e una sconfitta per 1,5-2,5 contro gli Stati Uniti al nono turno. Dietro di loro, i maggiori pretendenti al secondo posto furono gli Stati Uniti, l'Inghilterra, la Romania, l'Ungheria (nonostante una sconfitta per 4-0 contro i sovietici). Gli statunitensi, pur arrivando al secondo posto dopo l'ottavo turno, furono superati dagli inglesi al penultimo grazie ad una vittoria di questi ultimi sulla Colombia per 3-1; l'ultimo turno vide il pareggio sia degli Stati Uniti che degli ungheresi (rispettivamente contro la Bulgaria e Cuba), lasciando questi ultimi quarti a solo mezzo punto dal bronzo.

### Risultati assoluti
| Pos. | Squadra          | Giocatori | Elo  | Punti |
| ---- | ---------------- | --- | ---- | ----- |
|      | Unione Sovietica | GM Oleksandr Beljavs'kyj, GM Leŭ Paluhaeŭski, GM Rafayel Vahanyan, GM Volodymyr Tukmakov, GM Artur Jusupov, MI Andrej Sokolov    | 2610 | 41    |
|      | Inghilterra      | GM Anthony Miles, GM John Nunn, GM Jonathan Speelman, GM Murray Chandler, GM Jonathan Mestel, MI Nigel Short                     | 2556 | 37    |
|      | Stati Uniti      | GM Roman Dzindzichashvil, GM Lubomir Kavalek, GM Larry Christiansen, GM Walter Browne, GM Lev Alburt, MI Nick De Firmian         | 2553 | 35    |
| 4    | Ungheria         | GM Lajos Portisch, GM Zoltán Ribli, GM András Adorján, GM Gyula Sax, MI József Pintér, MI Attila Grószpéter                      | 2596 | 34,5  |
| 5    | Romania          | GM Mihai Șubă, GM Florin Gheorghiu, MI Mihail Viorel Ghindă, MI Valentin Stoica, MI Theodor Ghiţescu, MI Dan Bărbulescu          | 2470 | 33    |
| 6    | Germania Ovest   | GM Robert Hübner, GM Eric Lobron, MI Stefan Kindermann, GM Hans-Joachim Hecht, MI Peter Ostermeyer, MI Ralf Lau                  | 2516 | 32,5  |
| 7    | Francia          | GM Boris Spasskij, MI Aldo Haïk, MI Bachar Kouatly, MI Jean-Luc Seret, MI Gilles Andruet, MI Thierry Manouck                     | 2485 | 32,5  |
| 8    | Jugoslavia       | GM Ljubomir Ljubojević, GM Predrag Nikolić, GM Bojan Kurajica, GM Vlatko Kovačević, GM Božidar Ivanović, GM Slavoljub Marjanović | 2561 | 32    |
| 9    | Bulgaria         | MI Kiril Georgiev, GM Eugeny Ermenkov, GM Vantzislav Inkiov, GM Petǎr Velikov, GM Nino Kirov, MI Yordan Grigorov                 | 2470 | 32    |
| 10   | Paesi Bassi      | GM Jan Timman, GM Gennadi Sosonko, GM John Van der Wiel, GM Hans Ree, MI Paul Van der Sterren, MI Peter Scheeren                 | 2554 | 32    |

### Risultati individuali
Furono assegnate medaglie ai giocatori di ogni scacchiera con le tre migliori percentuali di punti per partita. In questa edizione furono assegnate per la prima volta le medaglie per la miglior prestazione Elo e per il miglior solutore di problemi scacchistici.

#### Premi di scacchiera
|                                | Giocatore                   | Punti            | Partite          | %                |
| Prima scacchiera               | Prima scacchiera            | Prima scacchiera | Prima scacchiera | Prima scacchiera |
| ------------------------------ | --------------------------- | ---------------- | ---------------- | ---------------- |
|                                | Craig Van Tilbury           | 9,5              | 11               | 86,4             |
|                                | MF Geoffrey Borg            | 9                | 11               | 81,8             |
|                                | GM Oleksandr Beljavs'kyj    | 8                | 10               | 80,0             |
| Seconda scacchiera             |                             |                  |                  |                  |
|                                | GM John Nunn                | 10               | 11               | 90,9             |
|                                | John Grantley Cooper        | 9                | 11               | 81,8             |
|                                | John Raphael                | 9,5              | 12               | 79,2             |
| Terza scacchiera               |                             |                  |                  |                  |
|                                | GM Rafayel Vahanyan         | 8,5              | 10               | 85,0             |
|                                | John Delaney                | 8                | 11               | 72,7             |
|                                | MI Iván Morovic Fernández   | 9                | 13               | 69,2             |
| Quarta scacchiera              |                             |                  |                  |                  |
|                                | Pricha Sinprayoon           | 8                | 10               | 80,0             |
|                                | John Powell                 | 7                | 9                | 77,8             |
|                                | Frank Loheac-Ammoun         | 8,5              | 11               | 77,3             |
| Quinta scacchiera (1ª riserva) |                             |                  |                  |                  |
|                                | Dewperkash Gajadin          | 7                | 9                | 77,8             |
|                                | GM Jonathan Mestel          | 7                | 9                | 77,8             |
|                                | MI Javier Ochoa de Echagüen | 7                | 9                | 77,8             |
|                                | GM József Pintér            | 7                | 9                | 77,8             |
| Sesta scacchiera (2ª riserva)  |                             |                  |                  |                  |
|                                | Gorden Comben               | 7,5              | 10               | 75,0             |
|                                | Marios Schinis              | 7,5              | 10               | 75,0             |
| [ 7 ]                          | MI Nick De Firmian          | 7,5              | 10               | 75,0             |

#### Miglior prestazione Elo
|  | Giocatore              | Prestazione Elo |
|  | ---------------------- | --------------- |
|  | John Nunn              | 2868            |
|  | Rafayel Vahanyan       | 2809            |
|  | Oleksander Beljavs'kyj | 2798            |

#### Soluzione di problemi
|  | Giocatore           | Punti |
|  | ------------------- | ----- |
|  | John Nunn           | 25,5  |
|  | Kari Valtonen       | 23,5  |
|  | Miodrag Miladenović | 21    |

#### Medaglie individuali per nazione
| Nazione                 |   |   |   | Totali |
| ----------------------- | - | - | - | ------ |
| Inghilterra             | 4 | 0 | 0 | 4      |
| Unione Sovietica        | 1 | 1 | 2 | 4      |
| Isole Vergini Americane | 1 | 0 | 0 | 1      |
| Thailandia              | 1 | 0 | 0 | 1      |
| Suriname                | 1 | 0 | 0 | 1      |
| Spagna                  | 1 | 0 | 0 | 1      |
| Ungheria                | 1 | 0 | 0 | 1      |
| Cipro                   | 1 | 0 | 0 | 1      |
| Guernsey-Jersey         | 1 | 0 | 0 | 1      |
| Malta                   | 0 | 1 | 0 | 1      |
| Galles                  | 0 | 1 | 0 | 1      |
| Irlanda                 | 0 | 1 | 0 | 1      |
| Giamaica                | 0 | 1 | 0 | 1      |
| Finlandia               | 0 | 1 | 0 | 1      |
| Trinidad e Tobago       | 0 | 0 | 1 | 1      |
| Cile                    | 0 | 0 | 1 | 1      |
| Libano                  | 0 | 0 | 1 | 1      |
| Stati Uniti             | 0 | 0 | 1 | 1      |
| Jugoslavia              | 0 | 0 | 1 | 1      |

## Torneo femminile
Al torneo femminile parteciparono 51 squadre (due delle quali greche), composte da un massimo di quattro giocatrici (di cui una riserva), per un totale di 202 partecipanti. Il torneo si svolse con la formula del sistema svizzero, sulla lunghezza dei 14 turni.
La lotta per il primo posto vide impegnate la Bulgaria e l'Unione Sovietica; la prima rimase in testa fino al sesto turno, ma fu in seguito superata dalle sovietiche, che mantennero la prima posizione, aumentando il distacco sulle altre sino ad avere 4,5 punti di vantaggio a due turni dalla fine. Le bulgare rimasero comunque in seconda posizione per quasi tutto il resto del torneo, con poco vantaggio sulle altre; la Romania ottenne il bronzo dopo aver superato la Germania Ovest e la Cina grazie anche ad una vittoria su Cuba per 3-0 al dodicesimo turno.

### Risultati assoluti
| Pos. | Squadra          | Giocatrici                                                                                         | Elo  | Punti |
| ---- | ---------------- | -------------------------------------------------------------------------------------------------- | ---- | ----- |
|      | Unione Sovietica | GMF Maia Chiburdanidze, GMF Irina Levitina, GM Nona Gaprindashvili, GMF Lidia Semenova             | 2335 | 32    |
|      | Bulgaria         | MFF Margarita Vojska, MIF Rumjana Gočeva, MIF Pavlina Čilingirova, MIF Stefka Savova               | 2105 | 27,5  |
|      | Romania          | GMF Margareta Mureşan, GMF Elisabeta Polihroniade, GMF Daniela Nuţu, Gabriela Olăraşu              | 2180 | 27    |
| 4    | Germania Ovest   | GMF Barbara Hund, MIF Gisela Fischdick, MIF Stepanka Vokralova, MIF Petra Feustel                  | 2232 | 26    |
| 5    | Cina             | GMF Liu Shilan, MIF Wu Mingqian, MIF An Yangfeng, Zhao Lan                                         | 2098 | 26    |
| 6    | Ungheria         | GMF Zsuzsa Veröci, GMF Mária Ivánka, MIF Ildikó Mádl, MIF Rita Kas                                 | 2218 | 25    |
| 7    | Polonia          | GMF Hanna Ereńska-Radzewska, MIF Agnieszka Brustman, MIF Małgorzata Wiese, MIF Grażyna Szmacińska, | 2227 | 24,5  |
| 8    | Inghilterra      | GMF Jana Miles, MIF Sheila Jackson, MIF Clare Whitehead, Susan Walker                              | 2137 | 24,5  |
| 9    | Jugoslavia       | GMF Milunka Lazarević, MIF Marija Petrović, MIF Suzana Maksimović, MIF Gordana Marković            | 2162 | 24    |
| 10   | Spagna           | MIF Nieves García, María Luisa Cuevas Rodríguez, MIF Pepita Ferrer Lucas, Teresa Canela            | 2055 | 24    |

### Risultati individuali
Furono assegnate medaglie alle giocatrici di ogni scacchiera con le tre migliori percentuali di punti per partita. In questa edizione furono assegnate per la prima volta le medaglie per la miglior prestazione Elo.

#### Premi di scacchiera
|                             | Giocatrice                 | Punti            | Partite          | %                |
| Prima scacchiera            | Prima scacchiera           | Prima scacchiera | Prima scacchiera | Prima scacchiera |
| --------------------------- | -------------------------- | ---------------- | ---------------- | ---------------- |
|                             | GMF Pia Cramling           | 10,5             | 13               | 80,8             |
|                             | MIF Virginia Justo         | 8,5              | 11               | 77,3             |
|                             | GMF Tatjana Lemačko        | 9,5              | 13               | 73,1             |
|                             | GMF Zsuzsa Veröci          | 9,5              | 13               | 73,1             |
| Seconda scacchiera          |                            |                  |                  |                  |
|                             | Céline Roos                | 9,5              | 13               | 73,1             |
|                             | GMF Elisabeta Polihroniade | 9                | 13               | 69,2             |
|                             | Tine Berg                  | 7,5              | 11               | 68,2             |
| Terza scacchiera            |                            |                  |                  |                  |
|                             | MIF Jussara Chaves         | 9                | 10               | 90,0             |
|                             | GM Nona Gaprindashvili     | 8,5              | 10               | 85,0             |
|                             | Vivian Smith               | 7                | 9                | 77,8             |
| Quarta scacchiera (riserva) |                            |                  |                  |                  |
|                             | GMF Lidia Semenova         | 9,5              | 10               | 95,0             |
|                             | MIF Rachel Crotto          | 9                | 11               | 81,8             |
|                             | Monique Ruck-Petit         | 5,5              | 7                | 78,6             |

#### Miglior prestazione Elo
|  | Giocatrice             | Prestazione Elo |
|  | ---------------------- | --------------- |
|  | GMF Lidia Semenova     | 2505            |
|  | GMF Pia Cramling       | 2336            |
|  | GM Nona Gaprindashvili | 2329            |

#### Medaglie individuali per nazione
| Nazione          |   |   |   | Totali |
| ---------------- | - | - | - | ------ |
| Unione Sovietica | 2 | 1 | 1 | 4      |
| Svezia           | 1 | 1 | 0 | 2      |
| Canada           | 1 | 0 | 0 | 1      |
| Brasile          | 1 | 0 | 0 | 1      |
| Argentina        | 0 | 1 | 0 | 1      |
| Romania          | 0 | 1 | 0 | 1      |
| Stati Uniti      | 0 | 1 | 0 | 1      |
| Svizzera         | 0 | 0 | 1 | 1      |
| Ungheria         | 0 | 0 | 1 | 1      |
| Danimarca        | 0 | 0 | 1 | 1      |
| Nuova Zelanda    | 0 | 0 | 1 | 1      |
| Francia          | 0 | 0 | 1 | 1      |

## Medagliere
| Nazione                 | Torneo open      | Torneo open      | Torneo open      | Torneo open          | Torneo open          | Torneo open          | Torneo femminile | Torneo femminile | Torneo femminile | Torneo femminile     | Torneo femminile     | Torneo femminile     | Totale | Totale | Totale | Totale |
| Nazione                 | Torneo a squadre | Torneo a squadre | Torneo a squadre | Medaglie individuali | Medaglie individuali | Medaglie individuali | Torneo a squadre | Torneo a squadre | Torneo a squadre | Medaglie individuali | Medaglie individuali | Medaglie individuali | Totale | Totale | Totale | Totale |
| Nazione                 |                  |                  |                  |                      |                      |                      |                  |                  |                  |                      |                      |                      |        |        |        |        |
| ----------------------- | ---------------- | ---------------- | ---------------- | -------------------- | -------------------- | -------------------- | ---------------- | ---------------- | ---------------- | -------------------- | -------------------- | -------------------- | ------ | ------ | ------ | ------ |
| Unione Sovietica        | 1                | 0                | 0                | 1                    | 1                    | 2                    | 1                | 0                | 0                | 2                    | 1                    | 1                    | 5      | 2      | 3      | 10     |
| Inghilterra             | 0                | 1                | 0                | 4                    | 0                    | 0                    | 0                | 0                | 0                | 0                    | 0                    | 0                    | 4      | 1      | 0      | 5      |
| Svezia                  | 0                | 0                | 0                | 0                    | 0                    | 0                    | 0                | 0                | 0                | 1                    | 1                    | 0                    | 1      | 1      | 0      | 2      |
| Ungheria                | 0                | 0                | 0                | 1                    | 0                    | 0                    | 0                | 0                | 0                | 0                    | 0                    | 1                    | 1      | 0      | 1      | 2      |
| Isole Vergini Americane | 0                | 0                | 0                | 1                    | 0                    | 0                    | 0                | 0                | 0                | 0                    | 0                    | 0                    | 1      | 0      | 0      | 1      |
| Thailandia              | 0                | 0                | 0                | 1                    | 0                    | 0                    | 0                | 0                | 0                | 0                    | 0                    | 0                    | 1      | 0      | 0      | 1      |
| Suriname                | 0                | 0                | 0                | 1                    | 0                    | 0                    | 0                | 0                | 0                | 0                    | 0                    | 0                    | 1      | 0      | 0      | 1      |
| Spagna                  | 0                | 0                | 0                | 1                    | 0                    | 0                    | 0                | 0                | 0                | 0                    | 0                    | 0                    | 1      | 0      | 0      | 1      |
| Cipro                   | 0                | 0                | 0                | 1                    | 0                    | 0                    | 0                | 0                | 0                | 0                    | 0                    | 0                    | 1      | 0      | 0      | 1      |
| Guernsey-Jersey         | 0                | 0                | 0                | 1                    | 0                    | 0                    | 0                | 0                | 0                | 0                    | 0                    | 0                    | 1      | 0      | 0      | 1      |
| Canada                  | 0                | 0                | 0                | 0                    | 0                    | 0                    | 0                | 0                | 0                | 1                    | 0                    | 0                    | 1      | 0      | 0      | 1      |
| Brasile                 | 0                | 0                | 0                | 0                    | 0                    | 0                    | 0                | 0                | 0                | 1                    | 0                    | 0                    | 1      | 0      | 0      | 1      |
| Stati Uniti             | 0                | 0                | 1                | 0                    | 0                    | 1                    | 0                | 0                | 0                | 0                    | 1                    | 0                    | 0      | 1      | 2      | 3      |
| Romania                 | 0                | 0                | 0                | 0                    | 0                    | 0                    | 0                | 0                | 0                | 0                    | 1                    | 1                    | 0      | 1      | 1      | 2      |
| Malta                   | 0                | 0                | 0                | 0                    | 1                    | 0                    | 0                | 0                | 0                | 0                    | 0                    | 0                    | 0      | 1      | 0      | 1      |
| Galles                  | 0                | 0                | 0                | 0                    | 1                    | 0                    | 0                | 0                | 0                | 0                    | 0                    | 0                    | 0      | 1      | 0      | 1      |
| Irlanda                 | 0                | 0                | 0                | 0                    | 1                    | 0                    | 0                | 0                | 0                | 0                    | 0                    | 0                    | 0      | 1      | 0      | 1      |
| Giamaica                | 0                | 0                | 0                | 0                    | 1                    | 0                    | 0                | 0                | 0                | 0                    | 0                    | 0                    | 0      | 1      | 0      | 1      |
| Finlandia               | 0                | 0                | 0                | 0                    | 1                    | 0                    | 0                | 0                | 0                | 0                    | 0                    | 0                    | 0      | 1      | 0      | 1      |
| Bulgaria                | 0                | 0                | 0                | 0                    | 0                    | 0                    | 0                | 1                | 0                | 0                    | 0                    | 0                    | 0      | 1      | 0      | 1      |
| Argentina               | 0                | 0                | 0                | 0                    | 0                    | 0                    | 0                | 0                | 0                | 0                    | 1                    | 0                    | 0      | 1      | 0      | 1      |
| Trinidad e Tobago       | 0                | 0                | 0                | 0                    | 0                    | 1                    | 0                | 0                | 0                | 0                    | 0                    | 0                    | 0      | 0      | 1      | 1      |
| Cile                    | 0                | 0                | 0                | 0                    | 0                    | 1                    | 0                | 0                | 0                | 0                    | 0                    | 0                    | 0      | 0      | 1      | 1      |
| Libano                  | 0                | 0                | 0                | 0                    | 0                    | 1                    | 0                | 0                | 0                | 0                    | 0                    | 0                    | 0      | 0      | 1      | 1      |
| Jugoslavia              | 0                | 0                | 0                | 0                    | 0                    | 1                    | 0                | 0                | 0                | 0                    | 0                    | 0                    | 0      | 0      | 1      | 1      |
| Svizzera                | 0                | 0                | 0                | 0                    | 0                    | 0                    | 0                | 0                | 0                | 0                    | 0                    | 1                    | 0      | 0      | 1      | 1      |
| Danimarca               | 0                | 0                | 0                | 0                    | 0                    | 0                    | 0                | 0                | 0                | 0                    | 0                    | 1                    | 0      | 0      | 1      | 1      |
| Nuova Zelanda           | 0                | 0                | 0                | 0                    | 0                    | 0                    | 0                | 0                | 0                | 0                    | 0                    | 1                    | 0      | 0      | 1      | 1      |
| Francia                 | 0                | 0                | 0                | 0                    | 0                    | 0                    | 0                | 0                | 0                | 0                    | 0                    | 1                    | 0      | 0      | 1      | 1      |